# 泰勒斯維爾 (印地安納州)
泰勒斯維爾（英語：Taylorsville）是位於美國印地安納州巴塞洛繆縣的一個人口普查指定地區。

## 地理
泰勒斯維爾的座標為39°17′47″N 85°56′57″W / 39.29639°N 85.94917°W，而該地最高點為海拔高度199米（即653英尺）。

## 人口
根據2010年美國人口普查的數據，泰勒斯維爾的面積為2.90平方千米，皆為陸域。當地共有人口919人，而人口密度為每平方千米316.9人。